# Гетерен
Гетерен (нід. Heteren) — село в нідерландській провінції Гелдерланд. Входить до муніципалітету Овербетюве.
Його площа становить 1,96км², а населення станом на 2021 рік складало 4 670 осіб.
До 2001 року мало статус окремого муніципалітету.

## Галерея

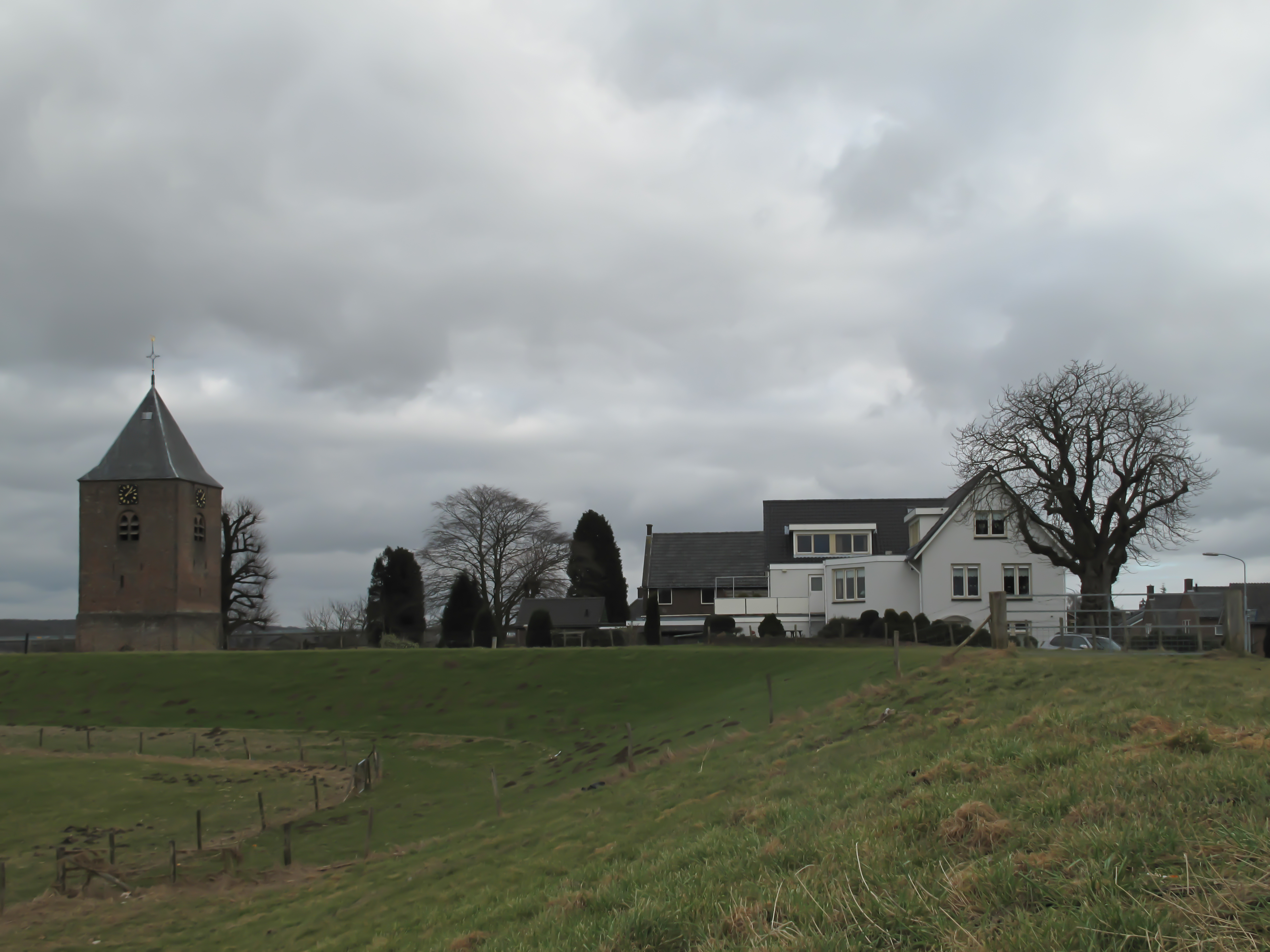
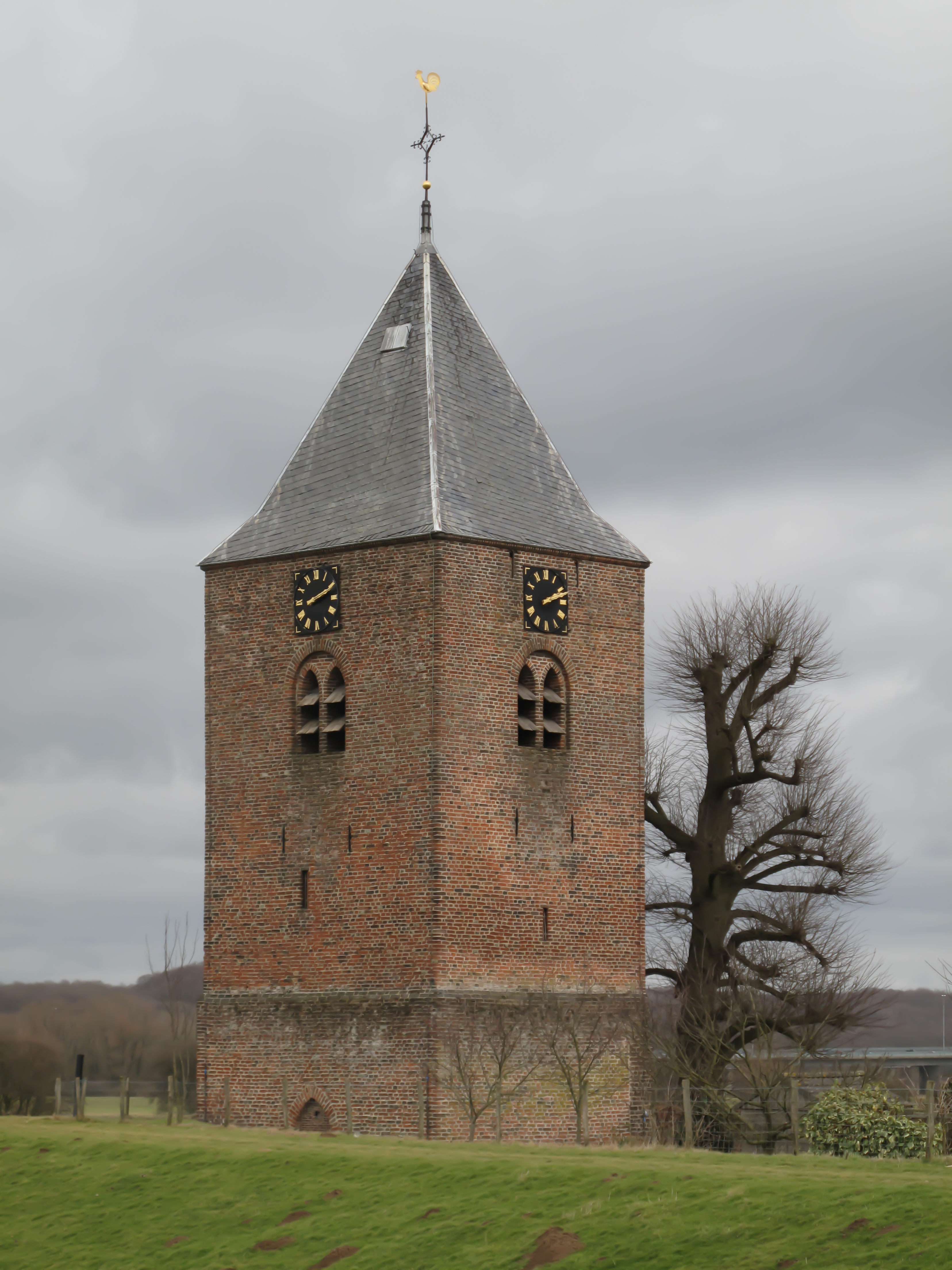
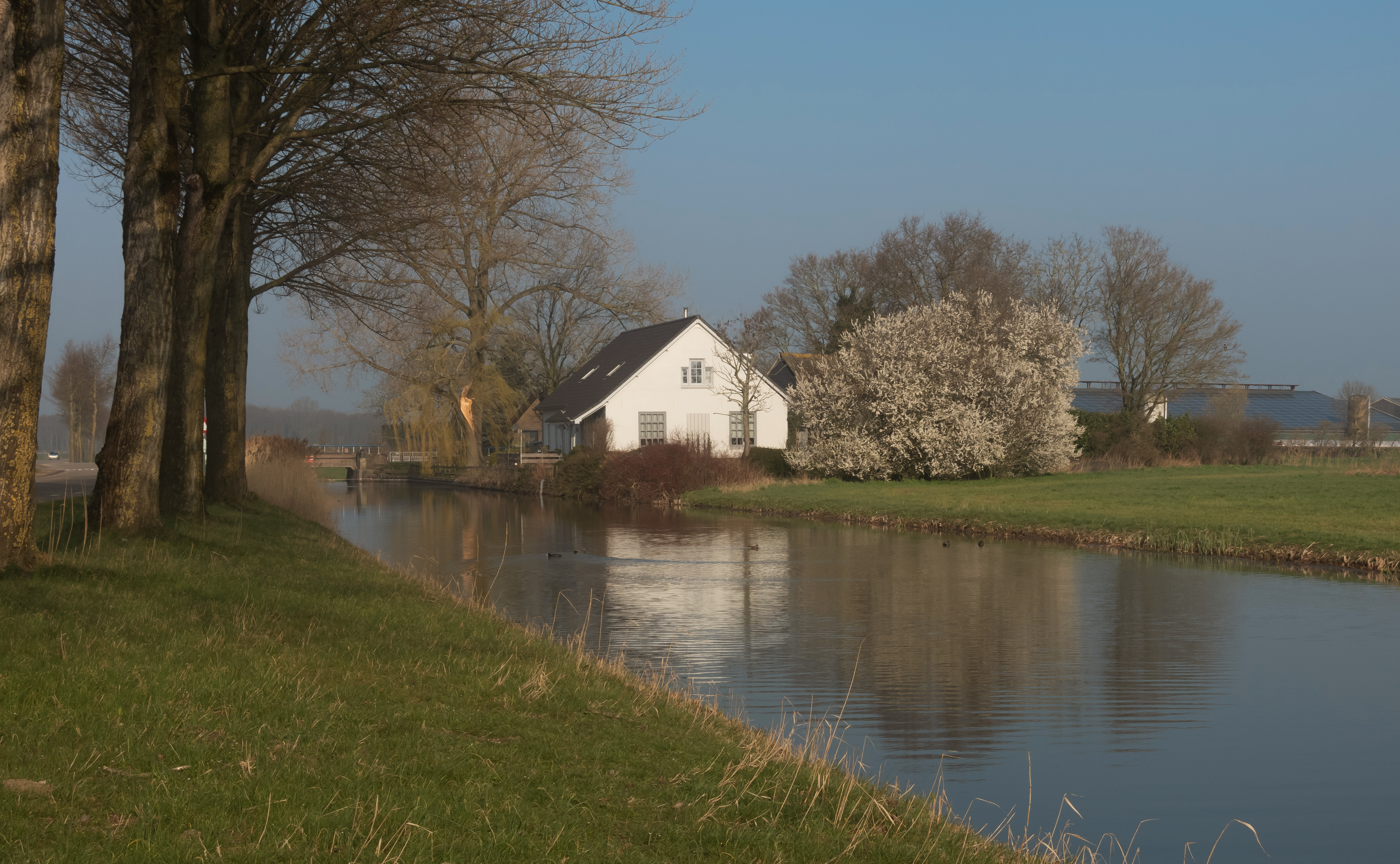